# 윌 그리그
윌리엄 도널드 "윌" 그리그(영어: William Donald "Will" Grigg, 1991년 7월 3일 ~ )는 북아일랜드의 축구선수로, 포지션은 스트라이커이다. 현재 잉글랜드 리그 투의 체스터필드 소속이다.

## 국가대표 경력
- 2016 UEFA 유로

## "Will Grigg's on Fire"
2016년 5월, 위건 애슬레틱의 서포터인 션 케네디 (Sean Kennedy)는 유튜브에 이탈리아의 가수 갈라의 노래 "Freed from Desire"를 개사한 응원곡 "Will Grigg's on fire"을 게시했다. 이 곡은 순식간에 인기를 얻게 되었으며, UEFA 유로 2016에서는 북아일랜드의 응원가로 쓰였다.
2016년 5월 31일, EDM 듀오 블론드에 의해 리메이크된 곡이 발매되었다.

## 수상

#### 위건 애슬래틱
- 리그 원 : 2015–16, 2017–18

#### 체스터필드
- 내셔널 리그 : 2023-24

### 개인
- 리그 원 올해의 팀 : 2015-16, 2017-18
- 리그 원 이 달의 선수 2회
- 리그 투 이 달의 선수 1회
- 내셔널 리그 시즌의 팀 : 2023-24
- 월솔 시즌의 선수 : 2012-13